# 敦賀セメント
敦賀セメント株式会社（つるがセメント）は、太平洋セメント株式会社傘下のセメントメーカー。各種セメント生産の他、石灰石の採掘も請け負う。

## 沿革
- 1935年（昭和10年） - 創業。
- 1937年（昭和12年） - 敦賀工場の操業を開始。
- 1941年（昭和16年） - 企業整備により、磐城セメント（現：住友大阪セメント）に合併される。
- 1948年（昭和23年） - 過度経済力集中排除法の適用を受けて磐城セメントから分離、再び敦賀セメントとして独立する。
- 1976年（昭和51年） - 秩父セメント（現：太平洋セメント）と提携開始。
- 1999年（平成11年） - 本店を福井県敦賀市に移転する。